# Batalla de las Babias
La batalla de las Babias fue un enfrentamiento militar librado entre las fuerzas del Reino de Asturias y las del Emirato de Córdoba, con victoria de estas últimas, en 795.

## Antecedentes
El emir Hisham I quiso vengar la derrota en la batalla de Lutos del 794, en la que murió su general Abd al-Málik ibn Abd al-Wáhid ibn Mugaith. Para ello envió al año siguiente a su hermano Abd al-Karim ibn Abd al-Wáhid ibn Mugaith, con un gran ejército que contaba con unos 10 000 jinetes, contra el Reino de Asturias.
El emir también organizó otro ejército contra Galicia, para evitar la concentración en Asturias de las fuerzas gallegas enemigas. Esta columna entró en Galicia, devastó la región y cuando volvía victoriosa tuvo que combatir contra los cristianos, siendo vencida por ellos. En este combate los musulmanes sufrieron muchas bajas y apenas pudieron escapar, dejando numerosos prisioneros en poder de los cristianos.
Alfonso II de Asturias, que había reforzado su ejército con efectivos madjus, acampó cerca de Astorga, base de operaciones habitual de los ataques contra Asturias, atravesando el puerto de la Mesa y esperando el combate después de obligar a los aldeanos a refugiarse en las montañas, tratando de garantizarse la posible retirada por los puertos de la Mesa y de Ventana.

## La batalla

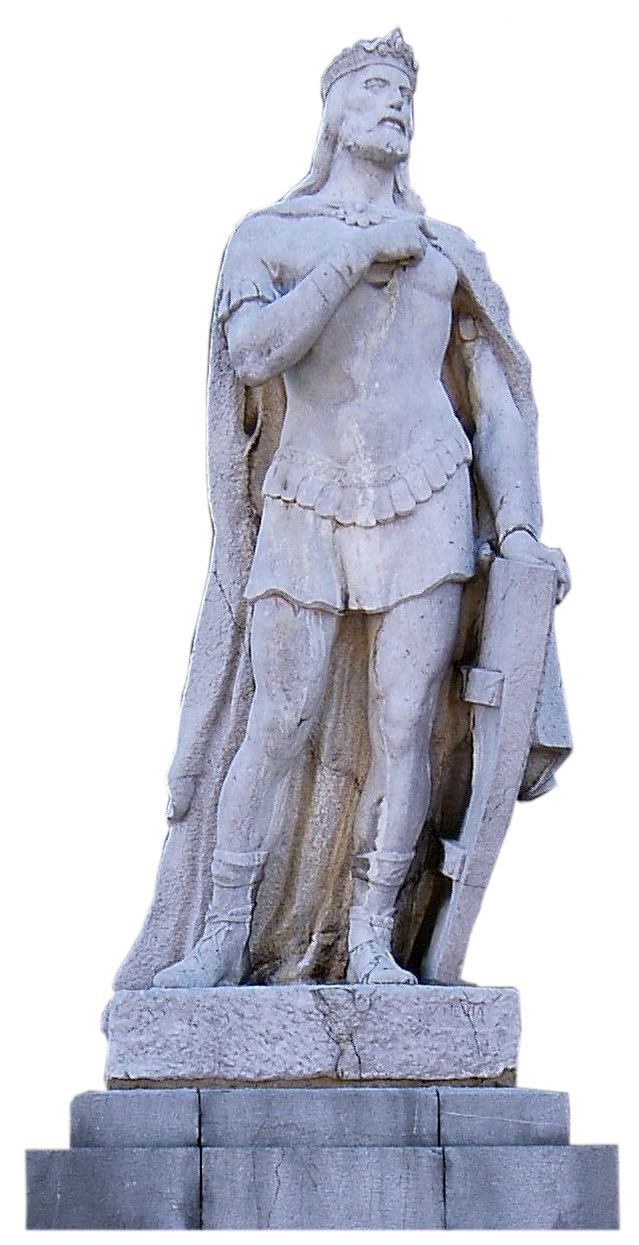
Estatua que representa a Alfonso II de Asturias. Víctor Hevia. Oviedo

Abd al-Karim envió contra los cristianos una vanguardia de cuatro mil jinetes comandados por Farach ibn Kinanah, jefe de la división de Sidonia. Abd al-Karim ibn Abd al-Wáhid ibn Mugaith avanzó poco después, y las fuerzas combinadas derrotaron a los asturianos, que tuvieron que huir por el puerto de Ventana, perseguidos por la caballería musulmana.

## Consecuencias
Abd al-Karim ibn Abd al-Wáhid ibn Mugaith y Farach ibn Kinanah derrotaron a las fuerzas asturianas en la batalla del río Quirós y en la batalla del río Nalón, y capturaron Oviedo; pero avanzado el invierno, los musulmanes tuvieron que retirarse a sus tierras sin haber acabado con Alfonso II de Asturias, que pudo escapar.
La muerte de Hisham I y las disputas que le siguieron detuvieron las incursiones en el Reino de Asturias durante unos años, y permitieron formar una alianza entre Alfonso II de Asturias y Carlomagno.

### Citas
1. ↑  «Abd al-Karim». Enciclopedia de Oviedo. Consultado el 27 de febrero de 2014.
2. ↑  Suárez Fernández, Luis (1976). Historia de España Antigua y media. Ediciones Rialp. p. 170. ISBN 978-84-321-1882-1. Archivado desde el original el 22 de febrero de 2014. Consultado el 27 de febrero de 2014.
3. ↑  Menéndez Pidal, Ramón (1956). Historia de España. Tomo VI. Madrid: Espasa-Calpe, pp. 45.
4. ↑  Junta de Castilla y León. «La consolidación del emirato». Artehistoria. Archivado desde el original el 12 de abril de 2013. Consultado el 27 de febrero de 2014.